# Forsand
Forsand es un municipio de la provincia de Rogaland en la región de Vestlandet, Noruega. A 1 de enero de 2018 tenía una población estimada de 1246 habitantes.
Se encuentra ubicado al sur del país, cerca de la costa del mar del Norte y del fiordo Boknafjorden.